# Мексикано-японские отношения
Мексикано-японские отношения — двусторонние дипломатические отношения между Мексикой и Японией.

## История
Мексика входила в состав Испанской империи под названием Вице-королевство Новая Испания, под контролем которой находился торговый путь между Манилой и Акапулько. Через этот торговый маршрут испанские галеоны торговали с соседними странами, в том числе и с Японией. В Манилу прибывали японские торговые суда с товаром на борту для осуществления торговли с испанским правительством. Из Манилы испанские суда перевозили японские товары в Акапулько, затем поставляли груз в порт Веракруза, а оттуда товар доставлялся на кораблях в Испанию. В середине 1500 года испанские иезуиты, многие из которых родились в Новой Испании, начали прибывать в Японии для распространения христианства. Прямые контакты между Испанией и Японией началось, когда иезуит-миссионер Франциск Ксавье (1506–1552) высадился в Кагосиме в августе 1549 года и привёл португальских миссионеров в Японию – событие, ознаменовавшее официальное принятие христианства в Японии. Последующий период деятельности иезуитов, известный как «Христианский век», примерно с 1549 по 1641 год, сыграл решающую роль в развитии отношений Японии с Иберией и Испанской Америкой. В 1597 году видный японский военный деятель Тоётоми Хидэёси запретил проповедование христианства и приказал всем миссионерам покинуть Японию. Несколько испанских иезуитов не ушли и были казнены в Нагасаки.
В 1609 году испанский галеон под названием «Сан-Франциско» потерпел крушение около посёлка Отаки, на пути из Манилы в Акапулько. Японские рыбаки спасли 370 человек, среди выживших был новый испанский губернатор Филиппин Родриго де Виверо. В Японии Родриго де Виверо поехал в Токио, где провёл встречу с представителями правительства страны, результатом чего стало установление прямых торговых отношений между Японией и Испанской империей. Проведя некоторое время в Японии Родриго де Виверо вернулся в Акапулько на новом корабле, построенном в Японии под названием «Сан-Буэнавентура», с японским экипажем на борту. В Мехико де Виверо встретился с вице-королем Новой Испании Луисом де Веласко-и-Кастилья и сообщил о своём контакте с японскими властями. В марте 1611 года вице-король Веласко-и-Кастилья распорядился отправить дипломатов из Акапулько в Японию, чтобы отблагодарить правительство этой страны за помощь губернатору Родриго де Виверо. Делегация направилась в Японию на корабле «Сан-Буэнавентура» вместе с подарками на борту, среди которых были часы, сделанные в Мадриде. Японцы увидели часы впервые в своей жизни.
30 ноября 1888 года мексиканский политик Матиас Ромеро и министр иностранных дел Японии Муцу Мунэмицу подписали Договор о дружбе, торговле и судоходстве. Этот договор подтверждал дипломатическое признание обеих стран, их право на осуществление коммерческих отношений друг с другом. Кроме того, этот договор должен был стать первым для дальнейшего расширения торгово-экономических отношений между странами. В мае 1942 года Мексика объявила войну Странам «оси», которые включали и Японию, тем самым вступил во Вторую мировую войну на стороне Антигитлеровской коалиции. Мексиканское авиационное подразделение 201st Fighter Squadron сражалось против японских пилотов в Битве за Лусон на Филиппинах. Спустя несколько лет после окончания Второй мировой войны мексикано-японские отношения были восстановлены.

## Торговые отношения
В апреле 2005 года Япония и Мексика подписали соглашение о свободной торговле. В 2016 году товарооборот между странами составил сумму 21 млрд. долларов США. Большая часть торговли стран связана с поставкой сельскохозяйственной продукции, алкоголя и автомобилей. В период с 2005 по 2012 год японские компании инвестировали в экономику Мексику более 12 млрд. долларов США, в основном направленные на развитие автомобильной промышленности.